# Stożne (Kalinowo)
Stożne (deutsch Stosznen, 1936–1945 Sprindenau) ist ein zur Gemeinde Kalinowo (Kallinowen, 1938–1945 Dreimühlen) zählendes Dorf im nordöstlichen Masuren in der polnischen Woiwodschaft Ermland-Masuren, Powiat Ełcki (Kreis Lyck).

## Geographische Lage
Das Dorf befindet sich acht Kilometer südöstlich der Ortschaft Kalinowo an einer von Borzymy (Borszymmen, 1936 bis 1938 Borschymmen, 1938 bis 1945 Borschimmen) südöstlich abgehenden Landstraße. Es liegt an der Ostgrenze der Woiwodschaft Ermland-Masuren zur benachbarten Woiwodschaft Podlachien, der früheren Staatsgrenze Deutsches Reich/Polen.

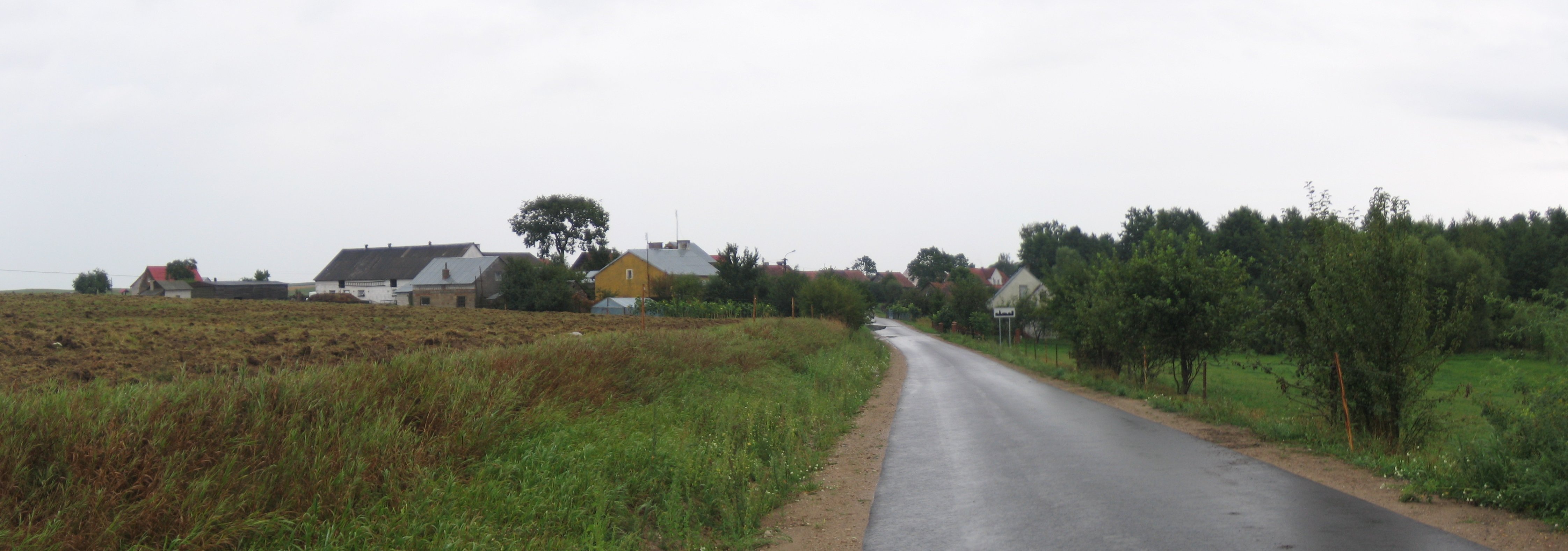
Blick auf das Dorf Stożne

## Geschichte
Der Ort Stosznen entstand 1503 an der Ostgrenze Preußens durch vermutlich von Lyck (polnisch Ełk) ausgehende Binnenwanderung. 
1656 fielen die mit Polen verbündeten Tataren in weite Teile Masurens ein, wobei das damals noch Stofinen heißende Stosznen weniger stark als andere Dörfer zerstört, jedoch ein Großteil der Bewohner in die Sklaverei verschleppt wurde. 
In einem Bericht des Lycker Amtshauptmanns von Auer heißt es dazu:
Stofinen hat 22 1/2 Hufen, 2 Gehöfte sind verbrannt, 11 stehet, alles Vieh und Pferde weg, ist über Winter besät, 15 Personen forgeschleppt.
In den nachfolgenden Jahren wurde das Dorf als wüst, also unbewohnt vermeldet. Durch Ansiedlung aus Masowien kommender Siedler gelang eine Wiederherstellung der Ortschaft, die gegen Ende des 17. Jahrhunderts dann Stooßnen geschrieben wurde.
Am 27. Mai 1874 wurde im Zuge einer preußischen Gemeindereform neu ein Amtsbezirk Borczymmen (ab 1881: Borszymmen, ab 1936 Borschymmen, ab 1938 Borschimmen, polnisch Borzymy) gebildet, der die Gemeinden Borczymmen, Jendreyken, Lyssewen, Przepiorken, Skrzypken und Stosznen und dem Gutsbezirk Romotten und Seen umfasst. 1908 wurden zusätzlich die Gemeinden Duttken, Gronsken und Romanowen und der Gutsbezirk Imionken vom bisherigen Amtsbezirk Dluggen neu in den Amtsbezirk Borszymmen umgegliedert.
Am 1. Dezember 1910 verzeichnete man in Stosznen noch 250 Einwohner.
Aufgrund der Bestimmungen des Versailler Vertrags stimmte die Bevölkerung im Abstimmungsgebiet Allenstein, zu dem Stosznen gehörte, am 11. Juli 1920 über die weitere staatliche Zugehörigkeit zu Ostpreußen (und damit zu Deutschland) oder den Anschluss an Polen ab. In Stosznen stimmten 160 Einwohner für den Verbleib bei Ostpreußen, auf Polen entfiel keine Stimme.
1931 umfasste der Amtsbezirk Borszymmen die Landgemeinden Borszymmen, Duttken, Geigenau (ehemals Skrzypken), Gronsken, Jendreyken, Lyssewen, Romanowen, Stosznen und Wachteldorf (ehemals Przepiorken).
1933 waren in Stosznen nur noch 168 Einwohner verzeichnet.
Stosznen wurde am 9. Mai 1936 im Zuge der massiven Eindeutschung masurischer Ortsnamen baltischer oder slawischer Herkunft in „Sprindenau“ umbenannt.
1939 hatte Sprindenau (Stosznen) einen weiteren Rückgang auf 157 Einwohner.
Nach Ende des Zweiten Weltkrieges 1945 fiel das zum Deutschen Reich (Ostpreußen) gehörende Sprindenau an Polen. Die ansässige deutsche Bevölkerung wurde, soweit sie nicht geflüchtet war, nach 1945 größtenteils vertrieben und neben der angestammten masurischen Minderheit durch Neubürger aus anderen Teilen Polens ersetzt. Der Ort wurde in „Stożne“ umbenannt.
Von 1975 bis 1998 gehörte Stożne zur damaligen Woiwodschaft Suwałki, kam dann 1999 zur neu gebildeten Woiwodschaft Ermland-Masuren. Heute ist das Dorf Sitz eines Schulzenamtes (polnisch Sołectwo) und somit eine Ortschaft im Verbund der Gmina Kalinowo.

## Kirche
Bis 1945 war Stossznen resp. Sprindeau in die evangelische Kirche Borszymmen in der Kirchenprovinz Ostpreußen der Kirche der Altpreußischen Union sowie in die römisch-katholische Kirche Prawdzisken (1934 bis 1945 Reiffenrode, polnisch Prawdziska) im Bistum Ermland eingepfarrt.
Heute gehört Stożne katholischerseits zur Pfarrei Borzymy im Bistum Ełk der Römisch-katholischen Kirche in Polen. Die evangelischen Einwohner halten sich zur Kirchengemeinde in der Stadt Ełk (Lyck), einer Filialgemeinde der Pfarrei Pisz (Johannisburg) in der Diözese Masuren der Evangelisch-Augsburgischen Kirche in Polen.